# Реково (Старгардський повіт)
Реково (пол. Rekowo, нім. Reckow) — село в Польщі, у гміні Кобилянка Старгардського повіту Західнопоморського воєводства.
Населення — 54 особи (2011).
У 1975-1998 роках село належало до Щецинського воєводства.

## Демографія
Демографічна структура станом на 31 березня 2011 року:
|          | Загалом | Допрацездатний вік | Працездатний вік | Постпрацездатний вік |
| -------- | ------- | ------------------ | ---------------- | -------------------- |
| Чоловіки | 27      | 4                  | 21               | 2                    |
| Жінки    | 27      | 3                  | 19               | 5                    |
| Разом    | 54      | 7                  | 40               | 7                    |